# Tyson Marsh
Tyson Marsh (Quesnel, 20 giugno 1984) è un ex hockeista su ghiaccio canadese.

## Carriera
Ha giocato per la prima parte della sua carriera nelle minors nordamericane, dividendosi fra la American Hockey League (ha vestito le maglie di St. John's Maple Leafs, Toronto Marlies, Rockford IceHogs e Chicago Wolves) e la ECHL (Pensacola Ice Pilots, Columbia Inferno, Reading Royals e Alaska Aces).
A partire dal 2010 ha perlopiù giocato in campionati europei, vestendo le maglie dell'Alleghe Hockey nella Serie A, dell'Riessersee nella seconda serie tedesca e dei Cardiff Devils in EIHL (con cui ha vinto una Challenge Cup e di cui divenne capitano).
Ha annunciato il ritiro al termine della stagione 2015-2016.

## Palmarès

### Club
- Challenge Cup: 1

Cardiff Devils: 2014-2015

### Individuale
- EIHL Second All-Star Team: 2

2013-2014, 2014-2015